# Ishii Kikujirō

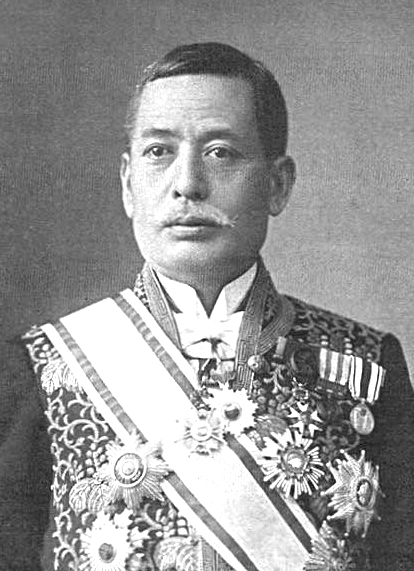
Ishii Kikujirō

Shishaku Ishii Kikujirō (japanisch 石井 菊次郎; * 24. April 1866 im heutigen Mobara, Präfektur Chiba; † 25. Mai 1945 in Tokio, Japanisches Kaiserreich) war ein japanischer Diplomat und Politiker, der von 1915 bis 1916 als Außenminister des Japanischen Kaiserreiches diente.

## Leben
Ishii Kikujirō absolvierte ein Studium an der Rechtswissenschaftlichen Fakultät der Kaiserlichen Universität Tokio und trat im August 1891 in den Dienst des Außenministeriums ein. Er war zunächst Attaché an der Gesandtschaft in Frankreich sowie 1896 Konsul in Incheon. 1897 wechselte er als Gesandtschaftssekretär an die Gesandtschaft im Kaiserreich China und erlebte dort den Boxeraufstand, an dem er als Angehöriger der 5. Division der Kaiserlich-Japanischen Armee selbst teilnahm. 1900 kehrte er ins Außenministerium zurück und wurde Leiter der Sektion Kommunikation sowie 1902 Leiter der Abteilung Kommunikation, Personal und Information, ehe er 1904 Leiter der Handelsabteilung wurde. 1907 wurde er nach San Francisco und Vancouver entsandt, nachdem in den USA und Kanada eine zunehmend antijapanische Stimmung aufkam. Dabei gelang ihm das Aushandeln einer Übereinkunft, nach der japanischen Arbeitern kein Reisepass ausgestellt werden sollte, wenn diese offensichtlich in die USA auswandern wollten. 1908 wurde er Vize-Außenminister und bekleidete dieses Amt im ersten Kabinett Saionji sowie im zweiten Kabinett Katsura bis August 1911. Am 13. Juni 1911 wurde er mit dem Orden des Heiligen Schatzes ausgezeichnet und zudem am 24. August 1911 als Baron (Danshaku) in den erblichen Adelsstand (Kazoku) erhoben.
1912 übernahm Ishii als Nachfolger von Kurino Shinichirō den Posten als Botschafter in Frankreich und verblieb dort bis zu seiner Ablösung durch Matsui Keishirō 1915. Daraufhin wurde er am 13. Oktober 1915 als Nachfolger von Ōkuma Shigenobu zum Außenminister in das zweite Kabinett Ōkuma berufen, dem er bis zum Ende der Amtszeit von Premierminister Ōkuma Shigenobu am 9. Oktober 1916 angehörte. Nach seinem Ausscheiden aus dem Kabinett wurde er zum Vizegraf (Shishaku) erhoben und zum Mitglied des Oberhauses (Kizokuin)gewählt.

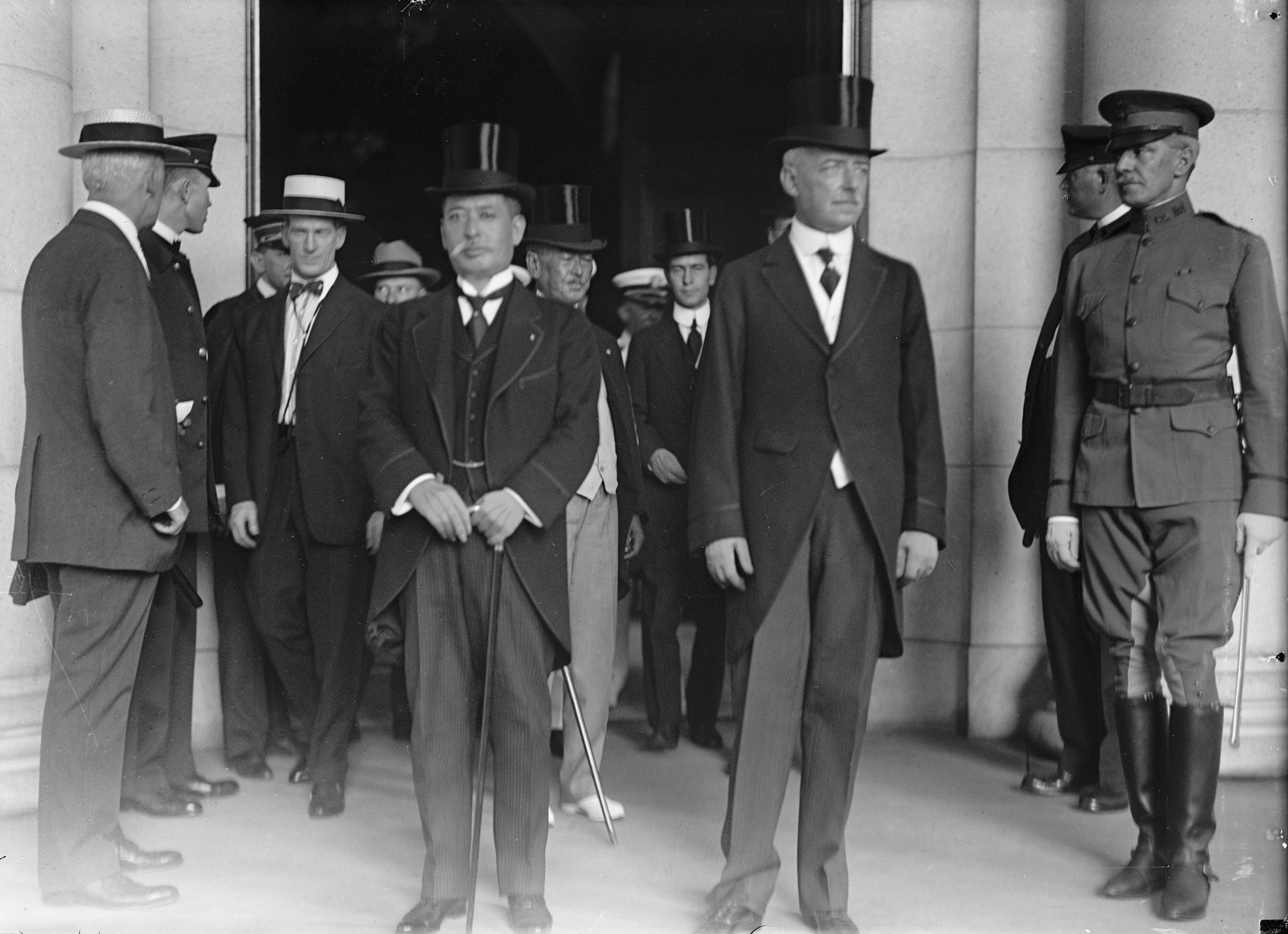
Vizegraf Ishii Kikujirō und US-Außenminister R. Lansing nach der Unterzeichnung des Lansing-Ishii-Abkommens in Washington, D.C. am 2. November 1917

Unter seiner Führung wurde am 2. November 1917 das nach ihm sowie dem damaligen US-Außenminister Robert Lansing bezeichnete Lansing-Ishii-Abkommen mit den Vereinigten Staaten von Amerika verabschiedet. Mit diesem Abkommen verständigten sich beiden Mächte über ihre Interessen in China. Im Anschluss löste er im Februar 1918 Yoshimaro Satō als Botschafter in den USA ab, übergab diesen Posten jedoch bereits 1919 wieder an Shidehara Kijūrō, der während seiner Amtszeit als Außenminister als sein Vize-Außenminister fungierte. Während dieser Zeit bemühte er sich im Rahmen der Sibirischen Intervention um eine Verringerung des Spannungsverhältnisses zwischen Weißer Bewegung und den Bolschewiki. Er gehörte der japanischen Delegation bei der Pariser Friedenskonferenz 1919 an und befasste sich mit Verhandlungen zur Grenze zwischen Deutschland und Polen. Er fungierte daraufhin zwischen 1920 und 1927 als japanischer Delegierter beim Völkerbund und arbeitete als Berichterstatter für Fragen zu Danzig. Während dieser Zeit verfasste er den nach ihm benannten „Ishii-Bericht“ über den Schutz der Freien Stadt Danzig an den Völkerbundsrat vom 17. November 1920.
Zuletzt löste Ishii im Oktober 1920 wiederum Matsui Keishirō als Botschafter in Frankreich ab und verblieb dort bis Dezember 1927, woraufhin Adachi Mineichirō seine Nachfolge antrat. Während dieser Zeit nahm er zwischen April und Mai 1922 an der Konferenz von Genua teil, die die Wiederherstellung der durch den Ersten Weltkrieg zerrütteten internationalen Finanz- und Wirtschaftssysteme zum Inhalt hatte. Im Februar 1927 nahm er des Weiteren an der Genfer Flottenkonferenz teil, die sich jedoch ohne Ergebnis auflöste. 1929 wurde er zum Mitglied des Geheimen Kronrates (Sūmitsu-in) berufen, dem er bis zu seinem Tode 1945 angehörte. 1933 vertrat er Japan als Mitglied im Weltwirtschaftsrat und unternahm 1937 einen Besuch von Frankreich und Großbritannien. Im Geheimen Kronrat gehörte er zu den Kritikern des am 27. September 1940 zwischen dem Japanischen Kaiserreich, dem Deutschen Reich und dem Königreich Italien unterzeichneten Dreimächtepaktes, der sogenannten Achse Berlin-Rom-Tokio bezeichnet.
Kikujirō kam mutmaßlich beim dritten Luftangriff auf Tokio am 25. Mai 1945 während eines Besuchs des Meiji-Schreins ums Leben, der als Luftschutz für seine Nachbarschaftsgemeinschaft (Tonarigumi) diente. Seine sterblichen Überreste wurden allerdings nicht gefunden.

## Veröffentlichungen
- Manchoukuo and the Manchurian question, League of Nations Association of Japan, 1932
- Diplomatic Commentaries, Johns Hopkins Press, 1936

## Hintergrundliteratur
- Sadao Asada: Culture Shock and Japanese-American Relations: Historical Essays, S. 120 u. a., University of Missouri Press, 2007, ISBN 0-8262-6569-3
- Thomas W. Burkman: Japan and the League of Nations: Empire and World Order, 1914-1938, S. 104 u. a., University of Hawaii Press, 2008, ISBN 0-8248-2982-4
- Klaus Schlichtmann: Japan in the World: Shidehara Kijūrō, Pacifism, and the Abolition of War, S. 185 u. a., Lexington Books, 2009, ISBN 0-7391-2675-X* Peter Berton: Russo-Japanese Relations, 1905-17: From enemies to allies, S. 100 u. a., Routledge, 2013, ISBN 1-1365-8568-0
- Mayako Shimamoto, Koji Ito, Yoneyuki Sugita: Historical Dictionary of Japanese Foreign Policy, S. 125 u. a., Rowman & Littlefield, 2015, ISBN 1-4422-5067-4
- S. Noma (Hrsg.): Ishii Kikujirō. In: Japan. An Illustrated Encyclopedia. Kodansha, 1993. ISBN 4-06-205938-X, S. 630.